# GG Allin
Kevin Michael poznatiji kao "GG" Allin  ( 29. kolovoza 1956. – 28. lipnja 1993.) bio je američki pjevač punk glazbe i tekstopisac. Karijeru je započeo 1976. i od tada je nastupao s mnogim punk sastavima npr. The Murder Junkies, The Jabbers, The Scumfucs, Little Sister's Date, Antiseen...